# Unió de la Política Real
La Unió de la Política Real (polonès: Unia Polityki Realnej, UPR) és el partit polític de dreta de Polònia, ideologia monarquista i libertarista. El seu lema és Propietat, llibertat i justícia. Un cop organitzà una demostració en principals ciutats poloneses contra la idea del govern, sobre l'obligació d'estudiar per als nens de 6 anys. Considera que els pares han de decidir sobre els seus fills i que cap ministre o govern, no té dret a decidir sobre els nens.
La seva bandera és una variació de colors de la creu de Sant Jordi. Els colors de la bandera representen: una lluita per la lleialtat (blau), la virtut (blanc) i la llibertat (negre).

## Història
Fou fundat el 6 de desembre de 1990. El president de la Unió de la Política Real és Magdalena Kocik. En el partit també hi ha Janusz Korwin-Mikke, Stanisław Michalkiewicz i Wojciech Popiela. A les eleccions parlamentàries poloneses de 1991 va obtenir 3 escons, però a les eleccions de 2005 no va obtenir representació, ja que només va treure l'1,5% dels vots. A les darreres eleccions va donar suport la Lliga de les Famílies Poloneses, però no formen cap coalició formal.

## Presidents
- Janusz Korwin-Mikke (1990-1997).
- Stanisław Michalkiewicz (1997-1999).
- Janusz Korwin-Mikke (1999-2003).
- Stanisław Wojtera (2003-2005).
- Jacek Boroń (2005).
- Wojciech Popiela (2005-2008).
- Bolesław Witczak (2008-2011).
- Bartosz Józwiak (2011-).